# Lamprystica
Lamprystica is een geslacht van vlinders van de familie Stathmopodidae.

## Soorten
- L. igneola Stringer, 1930
- L. purpurata Meyrick, 1914